# National-Hebdo
Ne doit pas être confondu avec Charlie Hebdo.
National-Hebdo est l'hebdomadaire officieux du Front national (FN), ayant eu pendant longtemps ses locaux au Paquebot, le siège même de cette formation politique. Créé le 11 mai 1984, il dépose le bilan le 12 juin 2008.

## Historique
La ligne éditoriale colle de près aux positions défendues par le FN. Il est appelé, au début, « National Hebdo, le journal de Jean-Marie Le Pen », puis « National Hebdo, le journal du Front national » en septembre 1985, « National Hebdo, journal pour la droite » entre 1989 et 1990 et « National hebdo, hebdomadaire d'informations nationales » à partir de 1991.

## Direction
Le directeur de publication de National-Hebdo est Jean-Claude Varanne, puis Louis Aliot. Le dernier directeur de la rédaction et éditorialiste est Yves Daoudal, de 1999 à 2008. Il succédait à Serge de Beketch (1985-1986), Roland Gaucher (1986-1993), Martin Peltier (1993-1998) et Jean Bourdier (1998-1999). Jusqu'en 1998, l'éditorialiste vedette du journal est François Brigneau, qui quitte le journal à la suite de la crise entre Jean-Marie Le Pen et Bruno Mégret.

## Fin
Déficitaire d'une centaine de milliers d'euros en 2008 et souffrant des difficultés financières du FN après les mauvais résultats obtenus lors des législatives de 2007, National-Hebdo dépose son bilan en juin 2008.
Toutefois, le journal continue de paraître sur son site internet.
Plusieurs anciens journalistes de National-Hebdo se retrouvent ensuite au sein de la rédaction du journal Flash et comptant également parmi ses collaborateurs Philippe Randa et Alain Soral.

## Éditeur
National-Hebdo était publié par la SANH, Société Anonyme National-Hebdo (siret 344140322) établie à Saint-Cloud et dirigée par Jean-Claude Varanne. Les locaux étaient situés rue Vauguyon, dans Le Paquebot, siège du Front National. 
La SANH éditait également des livres et recueils de textes et dessins parus dans l'hebdomadaire.

## Condamnations
Le 8 juin 1994, la première chambre civile du tribunal de grande instance de Paris condamne National-Hebdo à verser 70 000 francs de dommages et intérêts à Josyane Savigneau et trente mille francs à Monique Nemer, directrice littéraire aux éditions Stock, pour diffamation. National-Hebdo avait repris des accusations formulées par Jean-Edern Hallier (lui aussi condamné) dans L'Idiot international.
Le 4 avril 1996, la 11e chambre de la cour d'appel de Paris condamne Jean-Claude Varanne, directeur de National-Hebdo, et Martin Peltier, pour contestation de crime contre l'humanité, à dix mille francs d'amende chacun et à verser solidairement des dommages et intérêts à l'Union nationale des associations de déportés, internés et familles de disparus (UNADIF), à la Fédération nationale des déportés et internés de la Résistance (FNDIR), ainsi qu'à l'Union nationale des déportés, internés et victimes de guerre (UNDIVG). Le 29 janvier 1998, la Cour de cassation rejette le pourvoi des prévenus.
Toujours le 4 avril 1996, la 11e chambre de la cour d'appel de Paris condamne Jean-Claude Varanne et son collaborateur François Brigneau à dix mille francs d'amende chacun, à verser solidairement des dommages et intérêts à la LICRA et au MRAP ainsi qu'à la publication de jugement, pour provocation à la haine contre les Juifs. Dans un article intitulé « Faut-il que je me convertisse ? », paru dans National-Hebdo du 22 septembre 1994, François Brigneau, écrit la cour d'appel, « cherche à susciter chez le lecteur des sentiments d'indignation à l'égard des juifs présentés comme orgueilleux, ingrats, intolérants et repliés sur eux-mêmes ». Le 15 janvier 1998, la Cour de cassation rejette le pourvoi des prévenus.